# Poltergeist 2
Poltergeist II: The Other Side este un film de groază din 1986. Filmul este regizat de Brian Gibson, rolurile principale le interpretează actorii JoBeth Williams, Craig T. Nelson, Heather O'Rourke, Julian Beck, Oliver Robins și Zelda Rubinstein. Este o continuare a filmului Poltergeist din 1982.